# Połączenie wciskowe
Połączenie wciskowe – połączenie, w którym unieruchomienie części zapewnione jest przez tarcie pomiędzy ich powierzchniami. W połączeniu wciskowym elementy odkształcają się i związane z tym siły sprężystości materiału zapewniają odpowiedni docisk.
Ze względu na budowę połączenia wciskowe dzielą się na:
- połączenia wciskowe bezpośrednie – w których uczestniczą tylko elementy łączone
- połączenia wciskowe pośrednie – w których uczestniczą dodatkowe elementy pośredniczące (tuleje, pierścienie)
  - połączenia rozprężne
  - połączenie dociskowe.

Ze względu na sposób łączenia połączenia wciskowe dzielą się na:
- połączenia wciskowe skurczowe – w których przez ogrzanie lub zmrożenie jednego z elementów uzyskuje się zmianę wymiaru wystarczającą do wykonania połączenia
- połączenia wciskowe wtłaczane – w których wtłacza się (stosując siłę zewnętrzną) jeden element w drugi.

Połączenia wciskowe używane są najczęściej do osadzania obrotowych kół przekładniowych na wałach.
Połączenie wciskowe w rysunku technicznym maszynowym przedstawia się odpowiednim oznaczeniem pasowania.